# John Toshack
John Benjamin Toshack OBE (* 22. März 1949 in Cardiff) ist ein ehemaliger walisischer Fußballspieler und -trainer.

## Karriere als Spieler
Der Mittelstürmer Toshack startete seine Profi-Karriere im Alter von 16 Jahren bei Cardiff City. 1970 wechselte er zum FC Liverpool. Toshack erzielte für Liverpool 96 Tore. Seine Laufbahn war jedoch häufig von Verletzungen unterbrochen, so dass er bereits 1978 seine Karriere beenden musste. In dieser Zeit gewann er 1973, 1976 und 1977 jeweils die englische Meisterschaft, 1974 den englischen Pokal und 1973 und 1976 jeweils den UEFA-Pokal. Die großen Erfolge der Liverpooler Mannschaft im Europapokal der Landesmeister konnte er dann schon nicht mehr mitfeiern. Im Finale 1977 gegen Borussia Mönchengladbach fehlte er aufgrund einer Verletzung, die dann im Februar 1978 zur Beendigung seiner Laufbahn führte. Für die walisische Fußballnationalmannschaft erzielte er in 40 Spielen 13 Tore.

## Karriere als Trainer
1979 kehrte Toshack als Trainer zurück nach Wales und führte Swansea City von der vierten in die erste Division. Zwischen 1984 und 1997 war John Toshack als Trainer auf der iberischen Halbinsel tätig und trainierte Sporting Lissabon, Real Sociedad San Sebastián, Real Madrid und Deportivo La Coruña. Nach einem zweijährigen Engagement in der Türkei bei Beşiktaş Istanbul kehrte er nach Spanien zu Real Madrid zurück. Die Madrilenen beurlaubten ihn jedoch 1999 nach knapp neun Monaten Tätigkeit. Ebenso kurz war seine Tätigkeit 2000 beim französischen Club AS Saint-Étienne. 2004 trainierte er außerdem Real Murcia.
1994 war er für 41 Tage Trainer der walisischen Nationalmannschaft. Von November 2004 bis September 2010 bekleidete er erneut diesen Posten. Im August 2011 berief ihn der mazedonische Verband zum Cheftrainer der Nationalmannschaft. Nachdem es wegen Toshacks Weigerung, seinen Wohnsitz nach Mazedonien zu verlagern, zwischen ihm und dem mazedonischen Verband zu Unstimmigkeiten gekommen war, trat er im August 2012 vom Amt des Nationaltrainers zurück.

## Zitate
„Am Montag nehme ich mir vor, zur nächsten Partie zehn Spieler auszuwechseln. Am Dienstag sind es sieben oder acht, am Donnerstag noch vier Spieler. Wenn es dann Samstag wird, stelle ich fest, dass ich doch wieder dieselben elf Scheißkerle einsetzen muss wie in der Vorwoche“
Während einer Krise von Real Madrid 1999: „Eher fliegt ein Schwein über’s Bernabeu, als dass ich mich ändere!“
Auf die Frage, wie lange er noch Trainer von Real Madrid sei: „Das würde mich auch interessieren.“